# تاریخ موسیقی ایران
تاریخ موسیقی ایران نگاهی است به موسیقی در فلات ایران و مناطق همجوار آن که از نظر فرهنگی دارای سابقهٔ مشترکی هستند. این پژوهش از دوران پیش از تاریخ و دوران باستانی آغاز شده و با گذر از مراحل مختلف و عبور از نقاط عطف تاریخی به زمان حال می‌رسد. با بازبینی این مسئله، می‌توان سیر تاریخی هنر موسیقی را در ایران مشاهده کرد.
موسیقی ایران را می‌توان از لحاظ تاریخی به دو دورهٔ بزرگ باستانی و اسلامی تقسیم نمود؛ هرچند که هردوی این دوره‌ها می‌توانند به بخش‌های کوچکتری تقسیم شوند.

## دوران باستانی
دوران پیش از اسلام یا دوران باستانی مربوط به زمان قبل از حملهٔ اعراب به ایران است.
این دوران، خود به دوره‌های کوچکتری از سلسله‌های ماد، هخامنشی، اشکانی و ساسانی بخش‌بندی می‌شود. بخشی نیز مربوط به قبل از این سلسله‌ها در تمدن عیلام و بخشی در زمان پیش از تاریخ یا اساطیری است. به سبب تأثیر متقابل موسیقی شرقی در دوران باستان، موسیقی ایرانی یا موسیقی شرقی می‌تواند مشترکات بسیاری با موسیقی هند، ترکیه و عراق داشته باشد.

### عصر اساطیری

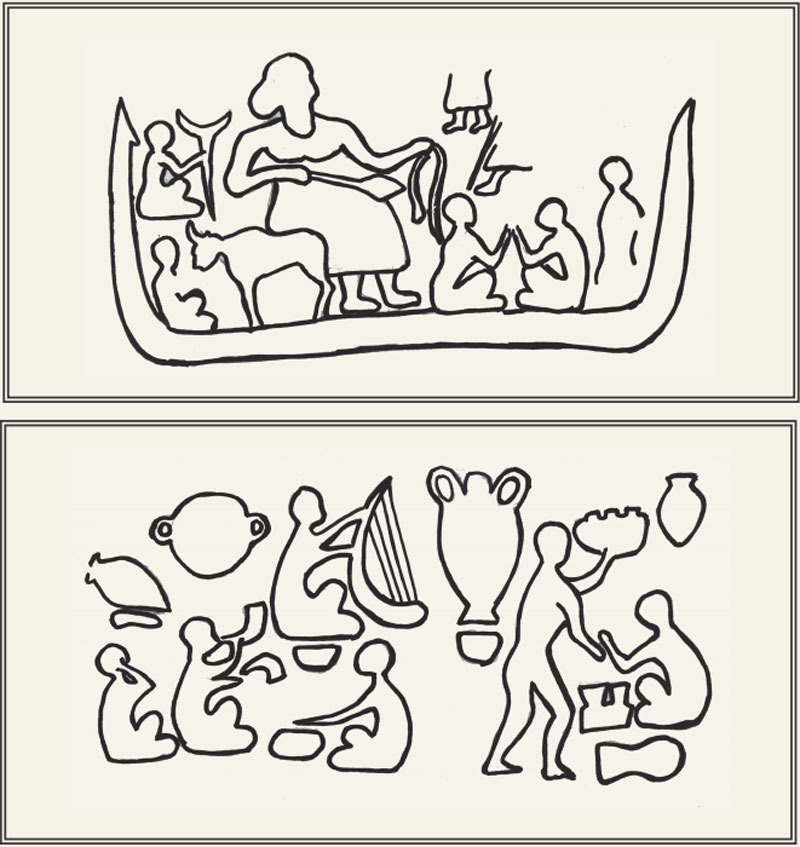
گروه نوازندگان، مُهر بازمانده از چغامیش دزفول

عصر اساطیری به دوران پیش از تاریخ برمی‌گردد. به علت قدمت زیاد، داده‌های کمی از این دوران موجود است. از نظر باستان‌شناسی، مُهر یا نشانِ چُغامیش جزء معدود آثاری است که مربوط به این دوران است. در مورد این دوران می‌توان به شاهنامهٔ فردوسی نیز رجوع کرد که در آن از ساخت ساز و علاقهٔ شخصیت‌های باستانی و اساطیری نسبت به سازهایی چون سُرنا صحبت شده‌است. تقاطعِ شعر فردوسی و نظر ابن خردادبه نیز قابل ذکر است که یکی نای سفید را به منوچهر و افراسیاب نسبت داده و دیگری نای سفید را ساختهٔ کردها و در عوض نای سیاه را از ایرانیان می‌داند.

این دوره که از هشت قرن قبل از میلاد تا قبل است شواهد بسیاری از جمله سنگ‌ها و سطوح حکاکی شده کتاب‌ها و دست نوشته‌ها را با خود به همراه دارد. مهم‌ترین اثر یافت شده در مورد موسیقی این دوره مهر چغامیش می‌باشد که متعلق به ۳۵۰۰ سال قبل از میلاد است.
برای بررسی این دوره باید اثر تمدن‌هایی چون بابل و آشور و ایلام را - که متأسفانه چیز زیادی از آن‌ها باقی نمانده - مورد بررسی قرار داد. اما شواهد اندک پیدا شده نیز خود صحت وجود موسیقی را در این دوره تصدیق می‌کند. به طوری که ساخت سازهای سنتور و تنبور را به این دوره نسبت داده‌اند.

## دوره ایلامیان
اصطلاح «خنیای باستانی ایرانی» حروف‌نویسی خالص کلمات ایرانی است که ترجمه آن عبارت از «موسیقی ایران باستان» یا بعبارت دیگر «موسیقی سنتی ایران» است. این اصطلاح ایرانی امروزه به‌خوبی قابل درک است ولی در مقایسه با اصطلاح پر مصرف «موسیقی اصیل» که معنای آن نیز همان است، به ندرت استفاده می‌شود. با استفاده از شواهد کاویده شده، مانند تندیس کشف شده در ساسا، سوابق موسیقی به‌خوبی به دوران امپراتوری ایلامی (۶۴۴–۲۵۰۰ قبل از میلاد) برمی گردد. به‌طور مشهود، اطلاعات کمی در خصوص موسیقی این دوره در دسترس است. تنها استثناء ابزار باقی مانده موسیقی مانند گیتارها، عودها و فلوت‌هایی که ابداع و نواخته شده، می‌باشند. گفته می‌شود ابزار موسیقی مانند «باربت»(بربط؟) ریشه در این دوران یعنی حدود سال ۸۰۰ قبل از میلاد داشته‌است.
«مهر چغامیش» در تپه چغامیش در نزدیکی دزفول کشف شده‌است. کهن‌ترین هم نوازی جهان که نمایانگر وجود ارکستر بانوان در آن منطقه است.
نقش برجستهٔ دیگری به نام «کول فرح» (کول فرعون) که سه موسیقی دان در مراسم مذهبی تقدیم قربانی به خدایان نشان می‌دهد که یکی دف و دو نفر دیگر چنگی با نام «ون» می‌نوازند.

## مادها
داده‌ها در مورد موسیقی در زمان حکومت ماد، آنقدر ناکافی است که جز گفتارهای هرودوت* مورخ یونانی سندی نتوان یافت؛ که او هم از نیایش‌های آوازگونهٔ مغ‌ها بدون همراهی ساز سخن می‌گوید. همین مسئله را در نیایش‌های زرتشتیان نیز شاهد هستیم که متون شعرگونهٔ گات‌ها را با آهنگ می‌خواندند.
مهمترین موسیقی آن دوران نغمات موسیقایی گات بوده‌است. یکی از برجسته‌ترین رخدادهای این دوره می‌توان به ظهور زرتشت پیامبر اشاره کرد، همچنین بخش مهمی از اوستا به نام گات‌ها که به صورت آوازی خوانده‌ میشد در این دوران نوشته شده است.

## هخامنشیان
از هردوت نقل است که در دوران امپراتوری هخامنشی که به «امپراتوری پارسی» نیز معروف است، موسیقی نقش مهمی به‌خصوص در محاکم دادگاهی داشته‌است. او می‌گوید که وجود موسیقی برای مراسم مذهبی پرستش خداوند، بسیار ضروری بوده‌است. بعدها یعنی پس از ابلاغ دین پیامبر زرتشت، میترا، شخصی که به عنوان "داواً یک خدای دروغین یا شیطان و همچنین بتان دیگر بیشتر و بیشتر مقبول واقع شدند.
اصطلاح «خنیای باستانی ایرانی» یک اصطلاح مربوط به عصر پس از هخامنشیان می‌باشد.
در این دوره سه نوع موسیقی رزمی، بزمی و مذهبی وجود داشته‌است که موسیقی رزمی آن‌ها در هنگام جنگ‌های هخامنشیان اجرا می‌شده‌است.
از سازهای آن‌ها به کرنای فلزی طویل می‌توان نام برد که نمایانگر عظمت و گسترش موسیقی رزمی در دوران هخامنشیان بوده‌است.
از موسیقی مذهبی هخامنشیان که در مراسم مذهبی زرتشتی اجرا می‌شده‌است می‌توان به سازهای شبیه به «سنج» (ساز کوبه‌ای) اشاره کرد.
در کنار نغمات گات‌ها نوع دیگری از موسیقی با نام موسیقی رزمی و همچنین موسیقی بزمی در این دوره ساخته شد. طبل‌های این دوره جنگجویان را با انگیزه به میدان‌های نبرد راهی می‌کردند و تنبورها و نی‌ها از آن‌ها در جشن پیروزی به گرمی استقبال می‌کردند.
یکی از خط و زبان‌های هفتگانه آن دوران که عامهٔ مردم آن را بلد بودهاند، احتمالاً موسیقی بوده و آوازهایی از قبیل سوگ سیاوش را با آن خط و زبان می‌خواندند. اما از این دوران اطلاعات دقیقی در دست نیست. البته سرودهای مذهبی گات‌ها بهگون‌های موزون به صورت آواز خوانده می‌شده ولی در مذهب قدیم ایرانی، موسیقی دارای اهمیت چندانی نبوده‌است؛ ولی موسیقی غیرمذهبی به صورت رقص و آواز رایج بوده‌است.

## اشکانیان
در این دوره موسیقی جدیدی در ایران پدید آمد. در این دوره موسیقی آزاد و مردمی شد و از بند دولت و دربار گریخت.
در این دوره افرادی چون: بخشی‌ها در خراسان یا گوسان‌ها در تمامی مناطق ظهور کردند.

## ساسانیان
علاقه شاهان ساسانی به موسیقی، از روایات تاریخ نویسان و از روی نقوشی که بر روی ظرف‌های سیمین کنده کاری شده و از موزاییک‌های پیدا شده در نیشاپور کازرون و گچ بری‌های یافت شده در ری و نقوش برجسته، کاملاً نمودار می‌باشد.
نقش یکی از موزاییک‌های نفیس پیدا شده در ویرانه‌های بیشاپور کازرون در سال ۱۳۱۹ یک زن نوازنده‌ای است که نشسته و چنگ در دست دارد. در میان سینی‌های سیمین که از زمان ساسانیان یافته شده، در یک سینی پیکر پادشاهی دیده می‌شود که بر تختی نشسته و در برابر وی نی‌زن و چنگ زنی خنیاگری می‌کنند. سینی دیگری هم هست که زنی بر اژدهایی نشسته و نی می‌زند. در یک بشقاب بزرگ نقره، شاه بر تختی نشسته و چنگ زنی و نی‌زنی در برابر وی مشغول نواختن هستند. در نقوش برجسته طاق بستان کرمانشاه که منظره شکار گاهی حجاری شده، در یک مجلس نقش چند دختر چنگ زن که در قایق نشسته و در دنبال شاه که بر روی مردابی مشغول شکار است، در حرکت و به نوازندگی چنگ مشغولند.
اردشیر پاپکان طبقات مختلف موسیقیدان‌ها را نیک می‌شناخت و برای هریک قانون مخصوصی وضع کرده بود. انوشیروان در رعایت قانون و حقوق هنرمندان سعی آشکار داشت و بهرام گور خود چکام سرایی چیره‌دست بود. بهرام گور زیادی از این هنرپیشه گان و موسیقی دانان را به نام لولی از هندوستان خواست و در نقاط مختلف کشور پراکنده‌ساخت.
عصر طلایی موسیقی ساسانیان را دوره سلطنت خسرو پرویز باید دانست. موسیقی در زمان وی به نهایت درجه ترقی خود رسید و تشویق‌های خسرو پرویز از صاحبان ذوق و دادن جایزه زیاد، این صنعت در آن زمان رواج کامل یافت و موسیقیدان‌های مشهوری مانند نکیسا و باربد به وجود آمدند که در خنیاگری و رامشگری شهره آفاق شدند.
با تشویق و حمایت دربار ساسانی از موسیقیدان‌ها، مردم نیز بتدریج علاقمند به موسیقی شدند، بطوریکه در این دوره موسیقیدانان از رفاه و احترام بسیاری برخوردار بودند. نام اولین موسیقیدان بزرگ ایرانی از قبیل باربد، نکیسا، بامشاد و رامتین نیز از همان زمان برای ما به یادگار مانده‌است. همچنین نام بسیاری از الحان سازنده موسیقی و سازهای آن زمان.
در کتاب پهلوی خسرو پسر قباد طویلی از سازهای دوران ساسانیان گرد آوری شده که می‌توان کم و بیش کامل دانست:
عود معمولی، عود هندی (وین)، بربط، چنگ، نوعی از چنگ (اندروای)، تنبور، تنبور بزرگ از مس، تنبور کوچک (دنبالک)، طبل کوچک (چمبار)، سنتور (کنار)، زنگ، نای، قره نی، مار، تاس و چند آلات موسیقی دیگر که تشخیص آن‌ها مشکل است مانند زنجیر، تیر سپر، شمشیر، مشتک، رسن، وندق، شیشک، کپیک
مسعودی در مروج الذهب نام سازهایی را که در ایران باستان به کار رفته‌است می‌شمرد و چنگ و نی و عود و بربط و سرنای را از ایرانیان می‌داند و گوید که بنیاد پرده‌ها و آهنگ‌های موسیقی و هفت سرود خسروانی را ایرانیان نهاده‌اند. مسعودی در مروج الذهب می‌نویسد:مردم خراسان چنگ را به کار می‌برده‌اند و مردم طبرستان و دیلمستان رباب را بیشتر می‌پسندیدند.

## تنظیم هفت ساختار مقامی معروف به خسروانی
تنظیم و سازماندهی سیستم موسیقایی یعنی هفت ساختار مقامی معروف به خسروانی و سی مقام اشتقاقی و سیصد و شصت ملودی در دوره ساسانی انجام شد. شمار آن‌ها با تعداد روز در هفته، ماه و سال تقویم ساسانیان برابر بوده‌است. امروزه به درستی معلوم نیست که این مقام‌ها و آهنگ‌ها چه بوده‌اند؛ اما نام‌های بعضی از این آهنگ‌ها توسط نویسندگان دورهٔ اسلامی ذکر شده؛ نام‌هایی چون کین ایرج، کین سیاوش که شاید اشاره به حوادث تاریخی داشته‌اند و اسامی چون باغ شیرین و باغ شهریار که شکوه دربار را نشان می‌داد، و نیز اسامی چون سبز بهار و روشن چراغ را بکار می‌بردند. اما دربارهٔ آن آهنگسازی‌ها اطلاعات درستی در اصول نظری آن دوران وجود ندارد.

## حمله اعراب
قبل از حمله اعراب، ملودی‌هایی که در آن نغمه هائی از اوستا بنام مازدین نواخته می‌شد که با آن حال و هوا همخوانی داشت. پس از حمله اعراب بسیاری از مدها و ملودی‌ها به دلیل تهاجم اعراب که موسیقی را به عنوان مسئله‌ای غیراخلاقی می‌دانستند، از بین رفتند. هنگامی که اسلام به عنوان مذهب مسلط ایران پذیرفته گردید، تصمیم حکمرانان منع کلی موسیقی و بعدها دلسرد کردن مردم از زمزمه ادعیه مازدین بود. در زمان حکومت اسلام‌گرایان افراطی قرون وسطی، موسیقی به صورت مخفیانه نواخته می‌شد. اگر چه اکثر حاکمان عرب فعالیت‌های مرتبط با موسیقی را ممنوع اعلام کردند، دیگران به موسیقی دانان ایران دستور دادند که قطعاتی را به صورت کتاب تصنیف کنند که به عربی آن را «کتاب موسیقی کبیر» بمعنای کتاب اعظم موسیقی می‌خواندند. رهبران مذهبی اسلام در آغاز موسیقی را تحریم کرده و مایه فساد و بیهودگی می‌دانستند. اما در زمان عباسیان که به سبک ساسانیان دربار خویش را اداره می‌کردند، جنبه‌های دنیوی و غیردینی موسیقی افزایش یافت و موسیقی رونق تازه‌ای یافت؛ بعضی بزرگان موسیقی این دوران عبارتند از: ابوالفرج اصفهانی، عبدالقادرمراغی، قطب الدین محمود شیرازی، حکیم ابونصر فارابی و صفی الدین ارموی.

## دوره صفوی
در دوران صفوی موسیقی تحت اختیار دربار بود و از اجتماع دور افتاد. موسیقی ایران در دوران صفویه بیشترین ضربه را خورد اما شکل مذهبی آن در قالب تعزیه و نمایش‌های دراماتیک و نیز توسط نوازندگان و شاعران دوره‌گرد تداوم یافت.

### کتابشناسی
- موسیقی در ادبیات؛ تألیف: طغرل طهماسبی؛ انتشارات رهام، چاپ اول ۱۳۸۰، چاپ دوم ۱۳۹۳
- تاریخ موسیقی ایران؛ تألیف: حسن مشحون؛ چاپخانه رخ، سال چاپ: ۱۳۷۳
- موسیقی ایران از آغاز تا امروز؛ تألیف: غلامرضا جوادی؛ انتشارات همشهری، سال چاپ: ۱۳۸۰
- فرهنگ سازها؛ تألیف: طغرل طهماسبی؛ انتشارات سورۀ مهر، سال چاپ ۱۳۹۵
- موسیقی ایرانی؛ تألیف: مهدی فروغ، علی سامی، محمد دامادی، حسین خدیو جم، مهدی برکشلی، چاپ مشعل آزادی، سال چاپ: ۱۳۸۰
- تقی بینش (۱۳۸۲)، تاریخ مختصر موسیقی ایران (ویراست کیان فروزش)، تهران: هوای تازه، شابک ۹۶۴-۷۲۲۲-۴۳-۲